# Тольцинер, Филипп
Филипп Тольцинер (нем. Philipp Tolziner, рус. Филипп Максимович Тольцинер; 16 октября 1906, Мюнхен — 1 мая 1996, Москва) — немецкий и советский архитектор-авангардист XX века. Выпускник знаменитой немецкой архитектурной школы Баухаус.

## Биография
Сын производителя корзин еврейско-польского происхождения. В юности был сионистом и социалистом. В 1924 году отправился в Палестину, но был вынужден вернуться в Мюнхен, так как заболел тифом.
В феврале 1931 года вместе с бывшим директором этой школы Ханнесом Мейером переехал в СССР. 
Репрессирован в 1938 году как «немецкий шпион», получил 10 лет лагерей за «контрреволюционную деятельность», заболел в заключении туберкулезом и болезнью глаз. Отбывал срок в Усольлаге. Спроектировал так называемый «Маленький Берлин» в районе Соликамска.
Проектировал и реставрировал дома и церкви в Соликамске и Перми, работал над градостроительными планами Владивостока. Начиная с 1960-х годов регулярно ездил в ГДР.
В начале 1990-х годов короткое время жил в Москве, но затем уехал в Соликамск к дочери. В Германию не репатриировался. Скончался 16 июня 1996 года на избирательном участке во время первого тура президентских выборов.

## Звания
- Почётный гражданин Пермского края (2011).[5]